# باشگاه فوتبال ماناگوا
باشگاه فوتبال ماناگوا یک باشگاه فوتبال حرفه‌ای مستقر در ماناگوآ، نیکاراگوئه است که هم اکنون در لیگ برتر نیکاراگوئه بازی می‌کند.